# Little Laver
Little Laver is een civil parish in het bestuurlijke gebied Epping Forest, in het Engelse graafschap Essex. In 2001 telde het civil parish 90 inwoners.